# Philadelphia Fury
Philadelphia Fury is een voormalige Amerikaanse voetbalclub uit Philadelphia.

## Geschiedenis
Philadelphia Fury werd opgericht in 1978 en speelde in het Veterans Stadium, dat plaats bood aan 65.386 toeschouwers. De club speelde drie seizoenen in de North American Soccer League. Daarin werden geen aansprekende resultaten behaald.
In 1980 werd de club verkocht en verhuisde zij naar het Canadese Montréal, waar verder werd gespeeld onder de naam Montreal Manic.

## Bekende spelers
- Alan Ball jr.
- Peter Osgood